# Canale d’Agordo
Canale d’Agordo (bis 1964 Forno di Canale; ladinisch Canal, deutsch: Augartnerkanal) ist eine Gemeinde in den italienischen Dolomiten in der Provinz Belluno. Sie liegt im Tal des Cordevole, dem so genannten Agordino.

## Geschichte

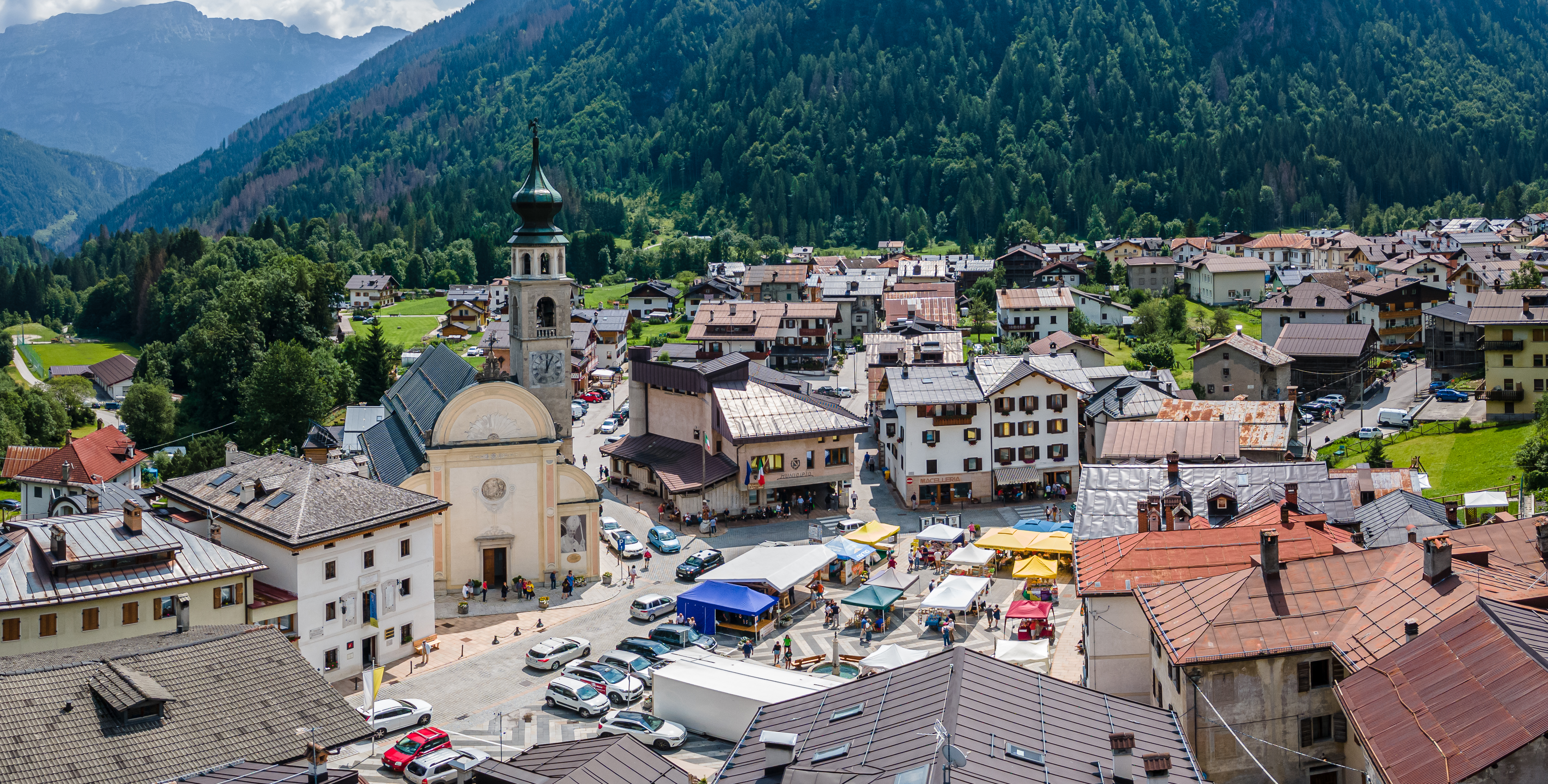
Canale d’Agordo

Die ersten Quellen über die Existenz sind in einem Dokument (Bulle von Papst Lucius III.) von 1185 überliefert, wo der Ort zusammen mit der alten Kirche St. Simon Vallada erwähnt wird, später auch San Simon Canale genannt. Zu Beginn des 14. Jahrhunderts wurden dort Steinbrüche und Bergbau betrieben, abgebaut wurde vor allem Eisen, Blei und Quecksilber. Sass Negher und Sais, Berge im Val Gares, wurden ein weiteres Abbaugebiet neben Agordo. In den dortigen Eisengießereien und -schmieden wurden während der venezianischen Herrschaft Waffen hergestellt. Im 19. Jahrhundert begann der Alpentourismus in dem Ort mit dem Bau des ersten Hotels, des „Al Gallo“ in Val Biois, das den Bergwanderern auf der Route zum Pale di San Martino und zum Plateau Comelle als Unterkunft dienen sollte.

## Sehenswürdigkeiten
Sehenswert in Canale d’Agordo ist eine Skulptur Johannes des Täufers aus dem 13./14. Jahrhundert in der Pfarrkirche.
Hinzu kommen noch die alten Heustadel (ladinisch tabiai), die überall anzutreffen sind.

## Kultur
Im Biois-Tal sind die Union Ladina Val Biois und der Gruppo Folk Val Biois aktiv, die sich für die ladinische Sprache und Kultur einsetzen. Das Gesetz 482/1999 erkannte die Gemeinden des Agordino als ein Gebiet mit  ladinischer Minderheit an. Anfang März findet auch der typische ladinische Karneval (la Zinghenesta) statt.
Zudem ist auch der Tiroler Einfluss spürbar, da das Tal an das historische Tirol grenzt, und auch im 19. Jh. zum Kaisertum Österreich bzw. Österreich-Ungarn gehört hat.

## Söhne und Töchter
- Johannes Paul I. (Albino Luciani) (1912–1978), Papst
- Giuseppe Zais (oder Xàiz) (1709–1781), Landschaftsmaler des Rokoko
- Valerio Da Pos (1740–1822), Dichter
- Giuseppe Andrich (* 1940), katholischer Geistlicher, Bischof von Belluno-Feltre